# Mafiaシリーズの世界における年表
Mafiaシリーズの世界における年表（マフィアシリーズにおけるねんぴょう）では、2K Gamesのアクションアドベンチャーゲーム『Mafiaシリーズ』シリーズにおける架空の出来事を年表形式に掲載する。この世界の出来事は現実の時間軸に沿って展開する設定になっており、以下の年代表記は西暦である。

## 1800年代
- 1883年
  - チュー生まれる[1]。
- 1887年
  - レオーネ・“レオ”・ガランテ生まれる[1]。

## 1900年代
- 1903年
  - ジュー・ユン・ウォン、フェデリコ・“デレク”・パパラルド生まれる[1]。
- 1905年
  - カルロ・ファルコーネ、ジュゼッペ・“ぺぺ”・コスタ生まれる[1]。
- 1906年
  - ルカ・グリノ生まれる[1]。
- 1908年
  - エディー・スカルパ、ステファン・“スティーブ”・コイン生まれる[1]。
- 1911年
  - ヘンリー・トマシーノ生まれる[1]。
- 1921年
  - フランチェスカ・“フラン”・スカレッタ生まれる[1]。
- 1924年
  - ジョー・バルバロ生まれる[1]。
- 1925年
  - ヴィト・スカレッタ生まれる[1]。
- 1930年
  - トーマス・"トミー"・アンジェロ、マフィア同士の抗争に巻き込まれた影響で自身もマフィアになる決断をする[2][3]。
- 1934年
  - マルティン・“マーティ”・サントレッリ生まれる[1]。
- 1938年
  - トミー、エリオ・サリエリの裁判で証言する[4]。
- 1943年
  - ヴィト・スカレッタ、警察に逮捕され、イタリア出身であることから第二次世界大戦に従軍、ハスキー作戦を経験する[5][6]。
- 1944年-1945年
  - リンカーン・クレイ生まれる[7]。
- 1945年
  - 2月8日 - ヴィト、アメリカ合衆国に帰国すると同時に事実上の除隊となる[8]。
  - 2月10日 - ヴィト、フェデリコの仕事をする[9]。
  - 2月11日 - ヴィト、ジョーとともに宝石強盗をする[9]。
  - 2月20日 - 電動ノコギリ事件が起きる[10]。
  - 2月26日 - ヴィト、ガソリン券を捌いたのがばれた影響で逮捕され、懲役10年の判決を受けて刑務所に収監される。その後、レオと出会い、懲役が6年になる[10]。同日、ジョーが裁判の真実を知らされ、逃亡する。
- 1947年
  - リンカーンの母がリンカーンを捨てる[7]。
- 1950年
  - ジョーが逃亡生活を終える( Mafia 2 ジョーの生きざま)。
- 1951年
  - 4月10日 - ヴィト、出所する[11]。
  - 4月11日 - ヴィトとジョー、グリーサーの襲撃を受ける[11]。
  - 5月6日 - ヴィト、ルカを破滅させる[12]。
  - 6月15日 - ヴィトとジョー、クレメンテを殺害する[12]。
  - 9月25日 - トミー、サリエリからの報復として殺害される。
  - 9月26日 - ヴィト、カルロを殺害する[13]。
- 1958年
  - リンカーン、児童福祉施設で過ごす[14]。
- 1968年
  - リンカーン・クレイが所属する黒人組織がマフィアのマルカーノファミリーによってほぼ皆殺しにされる。この事件がきっかけでリンカーンは自ら新しいファミリーを立ち上げる[15][16][3]。